# Free to Play (Film)
Free to Play ist ein Dokumentarfilm der Valve Corporation, der drei professionelle Dota-2-Spieler auf ihrem Weg zum Turnier The International begleitet. Der Film wurde auf Valves Online-Plattform Steam am 19. März 2014 veröffentlicht.

## Premiere
Der Film feierte am 18. März 2014 um 20:00 Uhr im Castro Theatre in San Francisco seine Premiere. Im Anschluss gab es eine Frage- & Antwort-Runde mit den Machern des Films.

## Die Spieler
Begleitet wurden die Spieler „Dendi“, „HyHy“ & „Fear“.
Danil „Dendi“ Ishutin ist ein Spieler aus Lemberg, Ukraine. Schon in sehr jungen Jahren fing er mit Computerspielen an, nachdem sein großer Bruder einen Computer von seiner Großmutter bekommen hatte. Wie bei seinen anderen Hobbys, lernte er schnell und stach schnell in seiner Altersklasse heraus. Er hatte einen Ruf als dominanter und kreativer Spieler.
Benedict „HyHy“ Lim ist einer der besten asiatischen Dota-2-Spieler. Er wurde 1990 in Singapur geboren. Sein Aufstieg begann 2007, als er und seine Teammitglieder Singapur bei den Asian Cyber Games vertraten. „HyHy“ ist dafür bekannt, immer seine Meinung zu sagen und keiner Diskussion aus dem Weg zu gehen.
Clinton „Fear“ Loomis ist einer der wohl besten Dota-2-Spieler der westlichen Hemisphäre. Er wurde 1988 geboren.

## Free to Play Competitors Pack
Das Free to Play Competitors Pack wurde parallel zur Veröffentlichung der Dokumentation veröffentlicht. Das Pack wird auf Steam und im Dota-2-Shop zum Kauf bereitgestellt. 25 % der Umsätze werden an die Spieler, die in dieser Dokumentation in den Hauptrollen zu sehen sind, und andere Mithelfer verteilt.